# 韩克钊
原辽宁省人大民族侨务外事委员会副主任委员
韩克钊，男，汉族，1968年1月生，1990年8月参加工作，1995年6月加入中国共产党，在职研究生学历，学士学位。
曾任辽宁省人大民族侨务外事委员会副主任委员。
中文名韩克钊
国    籍中国
民    族汉
出生日期1968年1月
性    别男
人物履历
曾任辽宁省人大常委会办公厅综合新闻处处长，辽宁省人大民族侨务外事委员会副主任委员。 [1]
任免信息
2016年2月，拟任辽宁省人大常委会副秘书长、机关党组成员。 [2]
2016年3月24日，辽宁省人大常委会发布第41号公告，免去韩克钊的辽宁省第十二届人民代表大会民族侨务外事委员会副主任委员职务。 [3]
[[<img src="https://bkimg.cdn.bcebos.com/pic/0df431adcbef7609c22948ce29dda3cc7cd99e45?x-bce-process=image/format,f_auto/quality,Q_70/resize,m_lfit,limit_1,w_536"/>|thumb|韩克钊]]